# Jakobsdorfer Feuchtland
Das Naturschutzgebiet Jakobsdorfer Feuchtland liegt auf dem Gebiet der Gemeinde Groß Pankow und der Stadt Putlitz im Landkreis Prignitz in Brandenburg.
Das Gebiet mit der Kenn-Nummer 1628 wurde mit Verordnung vom 15. Januar 2011 unter Naturschutz gestellt. Das rund 138 ha große Naturschutzgebiet erstreckt sich westlich von Jakobsdorf, einem bewohnten Gemeindeteil der Stadt Putlitz. Westlich fließt die Stepenitz, ein rechter Nebenfluss der Elbe.